# Cesáreo de la Puebla de Mesa
Cesáreo de la Puebla de Mesa (Algete, Madrid, 1972) fue alcalde-Presidente de la villa de Algete.

## Trayectoria
Licenciado en Ciencias Económicas y Empresariales, Cesáreo de la Puebla comenzó su carrera profesional como Responsable de Administración y del Departamento financiero dentro del sector de perfumería y cosmética. Desde el año 2004 ha ejercido de Concejal del Partido Popular en el Ayuntamiento de Algete. Entre los años 2007 y 2011 fue Teniente de Alcalde y concejal de Economía y Hacienda. En la legislatura 2011-15 pasó a ejercer el cargo de Primer Teniente de Alcalde y concejal Delegado de Economía y Hacienda, Administración General, Contratación y Recursos Humanos. El 25 de abril de 2013, tras la dimisión de la alcaldesa Inmaculada Juárez por motivos de salud, fue investido como alcalde de Algete. El 9 de marzo de 2015 fue nombrado como candidato a la Alcaldía de Algete por el Comité Electoral del Partido Popular de Madrid. El 15 de marzo fue presentado oficialmente, junto con otros candidatos de otros municipios madrileños. Finalmente, el día 13 de junio de 2015 fue investido Alcalde-Presidente de la villa de Algete para la legislatura 2015-19.
En las elecciones municipales celebradas el 26 de mayo de 2019, el PSOE fue la fuerza más votada, obteniendo cinco concejales, uno más que en 2015. El PP obtuvo cuatro ediles, cinco menos que en la legislatura anterior. 
El acuerdo de gobierno de PSOE, Vecinos por Algete, USD y UCIN, permitió el cambio político en el Ayuntamiento de Algete e hizo que Juan Jesús Valle García alcanzara la alcaldía de Algete, pasando Cesáreo de la Puebla a la oposición.